# Marboss
Pour les articles homonymes, voir Stéphane Marchal.
Stéphane Marchal mieux connu sous le nom de Marboss est un auteur compositeur français de musique électronique né à Nancy, le 28 novembre 1969.

## Biographie et parcours
Stéphane passe son adolescence à Paris et s'intéresse très jeune à la musique synthétique, l'informatique et l'électronique. Il enregistre des sons sur des  cassettes, les monte en bout à bout, les passe à l'envers et change leur vitesse en élaborant déjà des esquisses de compositions. Il fabrique lui-même ses cartes électroniques pour déformer les sons ou la voix.[réf. nécessaire]
Il prend des cours d'ingénieur en informatique et électronique à l'École centrale d'électronique de Paris, puis poursuit ses études en informatique en 1994 à Stafford près de Birmingham en Angleterre, où il rencontre différents DJ et musiciens issus de la scène techno comme Fat Boy Slim et Carl Cox. Il compose ses premiers morceaux en utilisant des Trackers, puis il programme ses propres applications de CMAO. De retour à Paris, il travaille chez Capgemini et produit son premier album musica electronica qui sera diffusé intégralement en streaming sur Internet lors d'une journée d'étude intitulée : « Musiques électroniques et culture techno : de la création au patrimoine ? » le 25 septembre 1999 à la Bibliothèque nationale de France en présence de Eric Morand du label F Communications. À la suite de cette manifestation, il a été un des premiers artistes à avoir effectué un dépôt légal d'un album de musique électronique à la BnF.
Stéphane quitte Paris pour s’installer à Juan-les-Pins et intègre une jeune start-up en informatique dont il composera tous les supports sonores marketing de l'entreprise. Il produit son second album emusic en collaboration avec Millenium studio à Nice en 2002. Les singles Life et e-music sont diffusés dans les radios et clubs de la côte d’azur, et l'album est bien accueilli au MIDEM à Cannes. Durant deux années, il anime une émission de radio intitulée Elektrochoc sur Fréquence K à Nice.
Il quitte le sud de la France pour s'installer à Metz en 2003, ce qui lui donne l'occasion de rencontrer le groupe rock gothique Arts of Erebus qu'il intègre en tant que claviériste. Le groupe enregistre d'autres albums avec Stéphane en 2007 puis en 2012 sous le label allemand Sonorium.
Début 2007, Stéphane travaille sur son prochain album et compose une musique intitulée Train Grande Vitesse de l’Est qui deviendra l’hymne officiel de l’inauguration de la LGV Est européenne et de l’arrivée du TGV-EST en Lorraine. Il jouera sur scène devant 19 000 personnes lors de l’inauguration de la Gare SNCF de Louvigny le 15 juin 2007 avec Patricia Kaas, la Star Academy, les 500 choristes... Il est accompagné sur scène d’un Vidéo jockey du nom d’artiste Jhon Black Fire. Pendant cette période, il remixe de nombreux artistes comme Kraftwerk, Jean Michel Jarre, The Human League, Herbie Hancock et Astrovoyager.
En mars 2008, Stéphane réalise une performance technologique: il enregistre une musique intitulée Autoroute directement dans sa voiture en synchronisant les voix d'un navigateur GPS avec les instruments de musique électronique embarqués. La même année, il signe avec le Label Musea, sous la division Dreaming, pour la production et la distribution de son troisième album electrotherapies. Il démarre une tournée de concerts intitulée Alpha Omega Tour à La Laiterie à Strasbourg avec le groupe américain Ratatat.
Devenu une référence dans l'utilisation des dernières technologies musicales et visuelles en France, Stéphane clôture le Festival Multimédia Norapolis VII à Metz en mai 2009 par un grand concert électro et Vjing. Il présente un nouveau concept électro à base de Design sonore et de DJing avec Jhon Black Fire. En décembre de la même année, Marboss réalise une veillée électronique dans l'église de Saint-Evre à Toul. Il y présente un concept de collecte de sons à partir de l'écran tactile de son iPhone symbolisant une quête. Les notes collectées dans le public sont jouées en boucle et accompagnées par le Design sonore de l'artiste. Le concept sera repris dans la veillée électronique de l'église Saint-Michel à Angevillers accompagné d'un spectacle de Mapping vidéo et de Design sonore en interaction avec le public.
L'utilisation de hautes technologies dans ses spectacles font de lui un acteur majeur dans l'art numérique. En septembre 2010 Stéphane est lauréat, dans la catégorie musique électronique, du premier concours Impul'sons organisé par le journal Est républicain et les Eurockéennes de Belfort. Mentionné à plusieurs reprises "architecte de l'electro", Stéphane remporte le premier prix et est parrainé par Music Academy International de Nancy.
Le 3 avril 2011, Marboss présente ses "sculptures sonores électroniques" intitulées "Fukushima Daiichi" lors d'un concert caritatif donné à l'Arsenal de Metz organisé par l'association Metz-Lorraine-Japon et la ville de Metz. Il y fait un état des lieux musical de l'accident nucléaire de Fukushima du 11 mars 2011. La sortie d'un album CD est annoncé le 11 juin 2011 sur France 3 Lorraine et une interview lui est consacrée dans le journal de Mirabelle TV. La presse,, et les revues spécialisées de musique électronique,, font l'éloge de cet album concept.
Après un showcase à la FNAC de Metz et un reportage musical de Mirabelle TV, Marboss revient sur une grande scène pour l'inauguration de la saison 2012 du parc d'attractions lorrain Walygator le 30 mars et présente de nouveaux morceaux de musique électronique accompagnés de Vjing innovant sur écran à LED géant.
Durant les  trois années qui suivent, il travaille sur son nouvel album intitulé "9" mixé par dacom@ et masterisé à Londres aux studios The Exchange par Mike Marsh (Depeche Mode, Daft Punk, Chemical Brothers, Massive Attack, Digitalism, ...). L'album sort au format digital sous la forme de 4 EPs de trois titres chacun entre 2015 et 2016. La sortie de l'album est annoncée dans l'émission Avant de Zapper sur Mirabelle TV.
Situé à Stockholm, le Label Plonk s'intéresse à la musique de Marboss. Il lui propose de rejoindre son collectif d'artistes internationaux spécialisé dans la production de musique électronique dans le style "Machine Pop".
A l'occasion de la création de la marque du département de la Moselle, le Conseil Départemental de La Moselle fait appel à Marboss pour la composition d'une musique électronique faisant référence à un compositeur de musique classique du XIXe siècle ayant vécu en Moselle : Louis Théodore Gouvy. En lien avec l'Institut Théodore Gouvy, Stéphane s’inspire du 2ème mouvement de la symphonie n°3 du compositeur pour produire le single "MosL" qu'il interprétera en concert le 19 janvier 2018 lors de l'inauguration de la marque de la Moselle au Galaxie (Amnéville) devant plus de 3 000 personnes.

## Aspects de sa musique
Marboss, surnommé le « Kraftwerk solitaire » français, se définit comme « l'homme orchestre des claviers et machines électroniques ». On retrouve de façon récurrente dans ses compositions l'utilisation de nappes synthétiques, une mélodie simple et efficace, et un rythme riche de sons électro-acoustiques. Un autre aspect caractéristique de sa musique sont les paroles minimalistes chantées ou vocodées.
Le style musical de Marboss est un savant mélange de ses influences : Kraftwerk, Jean Michel Jarre, et Depeche Mode. On pourrait classer sa musique dans les catégories musique électronique, electro, synthpop, voire new wave.

## Discographie

### Albums
- musica electronica, 1999,
- emusic, 2002,
- electrotherapies, 2008,
- Fukushima Daiichi, 2011,
- 9, 2016,
- Anthologie, 2022,
- The Remixes, 2024.

### Singles
- Train Grande Vitesse de l’Est, 2007,
- Alpha Omega Remixes, 2009,
- Fukushima Daiichi Reactor #4, 2011,
- MosL, 2018.